# نزلة ظاهر
قرية نزلة ظاهر هي إحدى القرى التابعة لمركز ديروط في محافظة أسيوط في جمهورية مصر العربية. حسب إحصاءات سنة 2006، بلغ إجمالي السكان في نزلة ظاهر 4612 نسمة، منهم 2270 رجل و2342 امرأة.